# Gralla (instrumento)

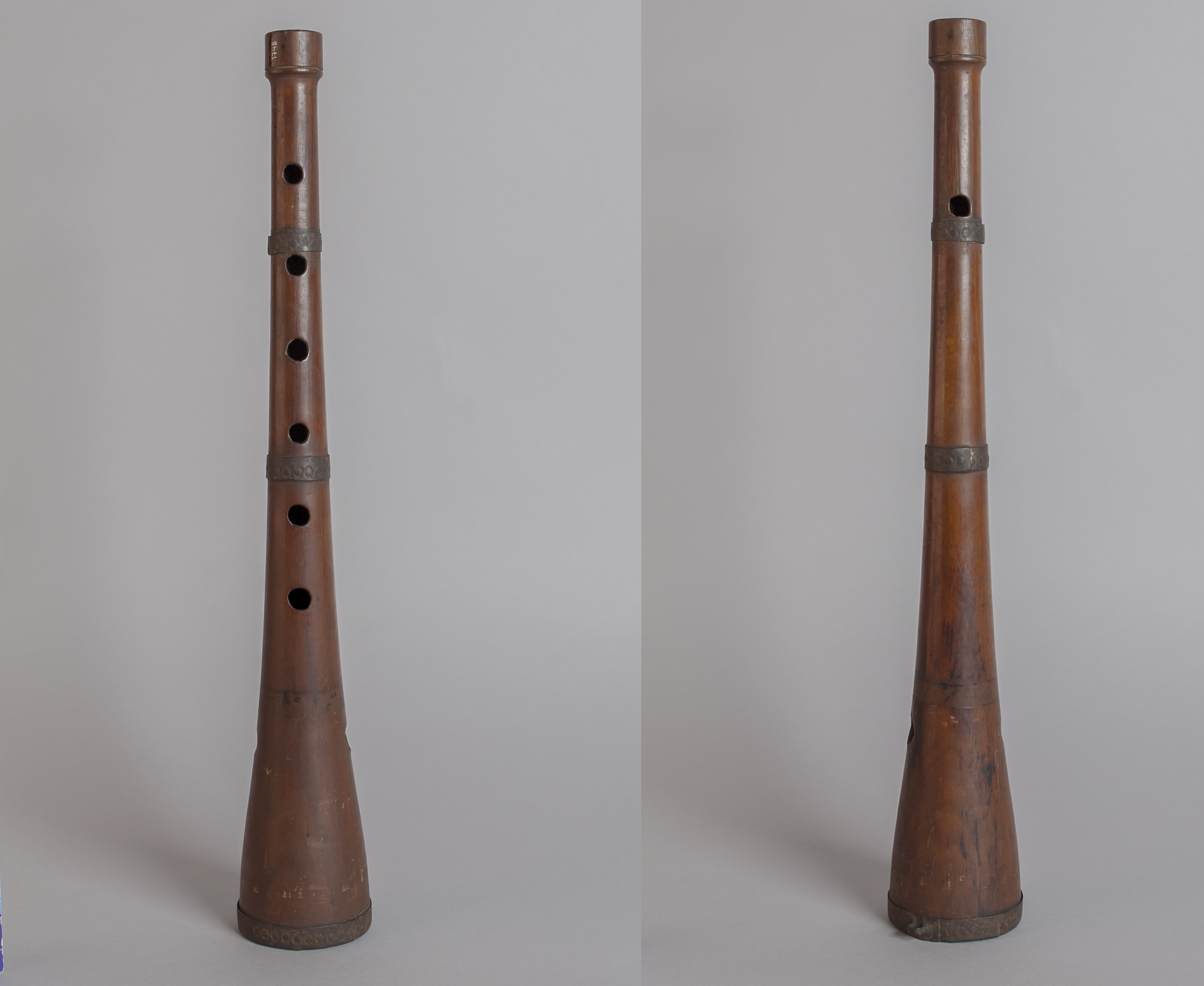
Gralla,, fondo del Museo de la Música de Barcelona

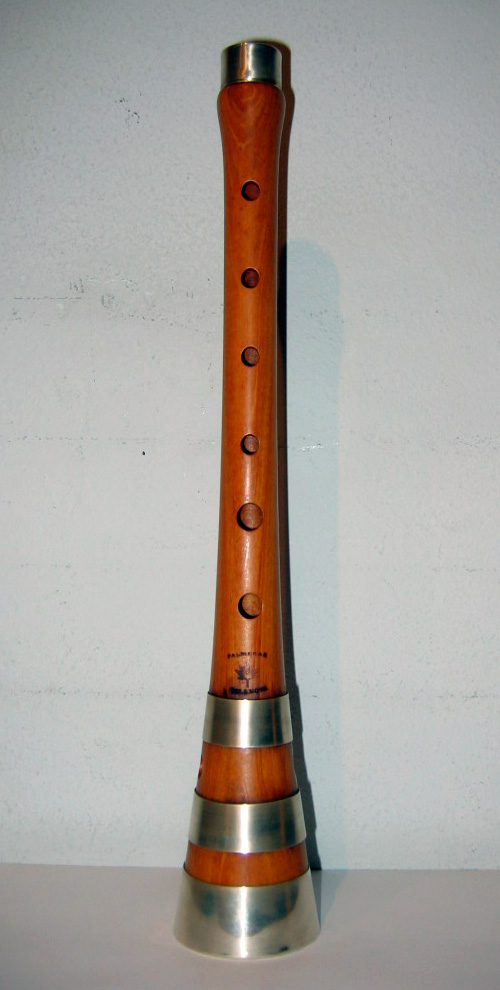
Gralla seca de cerezo con 3 argollas metálicas del constructor Xavier Orriols.

La gralla es un instrumento de viento-madera formado por un tubo de forma troncocónica de unos treinta y cinco centímetros de longitud, que amplifica el sonido producido por una lengüeta de doble caña, la incha. En la clasificación de Hornbostel-Sachs está incluido al grupo 422.12, de los aerófonos de lengüeta doble y tubo cónico. Instrumentos similares a la gralla, hay prácticamente en todo el mundo, lo cual hace pensar que el instrumento es muy antiguo. De estos instrumentos los más directamente relacionados con la gralla son la dulzaina valenciana, la dulzaina aragonesa, el graile occitano y la gaita navarra. 
Hay grallas de dos tipos: la gralla seca, que es el modelo más primitivo (tiene un sonido seco o duro) y la gralla dulce o de claves, que es un modelo más moderno (tiene un sonido más dulce y dispone de dos o más claves metálicas para aumentar su tessitura y hacer tonos cromáticos). El apoyo rítmico que acompaña tradicionalmente a las grallas es el tamboril, también llamado timbal en catalán.

## Historia
Históricamente las grallas se localizan en la región catalana acompañando determinados bailes y entremeses de aquellas tierras, como son las mojigangas, el baile de gitanas y el Baile de los Valencianos. Entre los siglos XVIII y el XIX, el baile de valencianos evoluciona formando el que hoy se conoce como castells. A partir de entonces la gralla y los castells han sido compañeros inseparables.
A medida que avanza el siglo XIX no sólo se crea y se consolida un repertorio de grallas para todo el ritual casteller y el mundo que lo rodea, sino que el uso del instrumento se extiende al acompañamiento musical de las fiestas en su totalidad, y así el grupo de grallers toma relevancia sobre todo en ámbitos rurales donde los hay que resolver la música y los bailes de las fiestas con recursos económicos limitados.
A finales del siglo XIX las formaciones de grallers se transforman pasando del graller solitario o de los dos grallers y tabal a grupos de tres y cuatro grallers y uno o dos tabalers. La aparición y el uso de la gralla dulce es la siguiente transformación que realizan los grupos de grallers para poder ampliar el repertorio y facilitar la ejecución de las nuevas melodías. A principios de este siglo la mayoría de grupos de grallers ya han adoptado la gralla dulce como instrumento principal. Este periodo es el que se denomina "Época de oro de la gralla", también relacionado con la “Época de oro de los castells”.
A partir de la Primera Guerra Mundial, los grupos de grallers inician una lenta pero imparable decadencia debido al cambio de modas musicales y del estilo de vida de la gente del campo. Esto hace replegar los pocos grupos de grallers que continúan tocando al uso ritual y antiguo de la gralla como acompañamiento insustituible de los castells, otros bailes populares y gigantes.
La revitalización que tiene lugar a la década de los setenta en muchos campos relacionados con la fiesta y la cultura popular no deja al margen la gralla, que se convertirá en un más de las señales de identidad regionales recuperados. Su práctica atraviesa los límites geográficos de las comarcas tarraconenses y empieza su extensión sobre todo el territorio catalán donde tradicionalmente sonaban instrumentos de poca potencia sonora como el flabiol y tamboril, el saco de gemidos y las tarotes o xeremies.
A partir del Primer Congreso de Cultura Tradicional y Popular (1981-1982) se crea desde la Generalidad de Cataluña el aula de Música Tradicional y Popular (AMTP) con la intención de formar grallers y músicos tradicionales de calidad. A lo largo de estos años han surgido varias escuelas de música tradicional que han impulsado y dignificado la enseñanza y la ejecución de estos instrumentos (Reus, Tarragona, L'Arboç, Vilafranca del Penedès, Badalona, Sant Cugat del Vallès, etc.). En el año 2006 se crea el Grado Superior de Música con Gralla en la Escuela Superior de Música de Cataluña (ESMUC).

## Tipos de grallas
- Gralla curta o seca: el tipo más primitivo, que se puede reconocer por sus características: unos dos palmos de longitud, siete agujeros melódicos, seis en la parte superior y uno en la inferior, sin llaves y acabada con forma de campana y con unas anillas metálicas llamadas argollas.
- Gralla dolça o de llaves: como su nombre indica tiene un sonido más dulce, con un tubo sonoro más largo. Mediante las llaves se aumenta la tesitura y se facilitan los cromatismos. Con ella empieza la llamada época de oro de la gralla, donde compositores de renombre escribieron piezas de moda, sobre todo bailes de pareja como la mazurca o lo valses jota.
- Gralla llarga o de cuatro llaves: como su nombre indica es más larga que la dulce y tiene cuatro claves a los dedos pequeños, a diferencia de la dulce que  tiene básicamente dos. Esto le permite ganar dos notas y sus alteraciones. Es un instrumento inventado al tumbando del siglo XX y que cae en desuso durante el Franquismo. Actualmente casi no se utiliza puesto que para hacer los bajos de la formación ya se utiliza la gralla baja.
- Gralla baixa: tipo de gralla de tubo sonoro más largo que la gralla dulce o larga, que se utiliza para ejecutar la tercera voz en la formación clásica de tres grallas y un tamboril.
- Gralla subbaixa: gralla con el tubo sonoro más largo y sonido más grave de toda la tipología del instrumento, de una octava por debajo del sonido de una gralla dulce.

En un comienzo las grallas no estaban del todo definidas y podían ser de diferentes tipos. Está registrado que se hacían de corteza de avellano atornillada como una paperina con una sonoridad bastante diferente.

## Partes de la gralla
- Cabeza (cap):[2] es la parte superior donde se coloca a presión el tudel con la caña.
- Tubo (tub): parte situada entre el tudel y la caña o inxa.
- Tudel: es un tubo cónico de metal en el que se superpone la caña o inxa.
- Caña o inxa: está formada por dos palas de caña simétricas pero independientes, unidas entre sí por hilo o alambre.
- Cuerpo (cos): es la parte central del instrumento, donde hay realizados seis agujeros en la parte delantera y uno en la posterior, situado aproximadamente entre los dos primeros delanteros.
- Campana: es la parte final; y actúa como un amplificador natural y tiene un agujero a derecha e izquierda.

## Mantenimiento
El hecho de ser de madera la gralla sufre dos elementos que la perjudican, la saliva y la temperatura ambiental. Para evitar la sequedad de la madera, hace falta que de vez en cuando hacemos un baño de aceite de almendras dulces. Y por otro lado, para evitar que nuestra saliva perjudique la madera después de tocar, habrá que pasar un trapo de algodón o un penacho para enjugar el interior.
- Caña: Es conveniente pasar una navaja, suavemente, por la parte exterior de la caña para sacar el polvo que se haya enganchado. A pesar de que es conveniente se tiene que ir mucho con cuenta, puesto que es la pieza principal que nos permite emitir los sonidos musicales de este instrumento y es muy delicada. Para la buena conservación de la caña hará falta que siempre esté puesta en el tudel, como si caña y tudel fueran una sola pieza, algunos intérpretes tienen tantos tudeles como cañas se usen.
- Tudel: Como es un elemento de metal y está en contacto constante con la saliva del intérprete, se suele limpiarlo para evitar que se enmohezca. Para lo cual se puede utilizar un palillo de algodón, como por ejemplo un limpiapipas.

## Constructores
- Xavi Orriols, gralla seca, gralla de llaves y baja.
- Pau Orriols, gralla de llaves.
- Bonamusa, gralla seca y llaves.
- Ton Munné, gralla llaves y baja.
- Albert Duran, (A. Duran Luthier) gralla de llaves.
- Francesc Sans, gralla seca, llaves y cromática.
- Jordi Aixalà, gralla seca y llaves.
- Miquel Angel, (Xixo) gralla seca.